# 18974 Brungardt
18974 Brungardt este un asteroid din centura principală de asteroizi.

## Descriere
18974 Brungardt este un asteroid din centura principală de asteroizi. A fost descoperit pe 28 august 2000 la Socorro, New Mexico, în cadrul proiectului LINEAR. Asteroidul prezintă o orbită caracterizată de o semiaxă mare de 2,43 ua, o excentricitate de 0,17 și o înclinație de 3,8° în raport cu ecliptica.